# Skót lógófülű macska

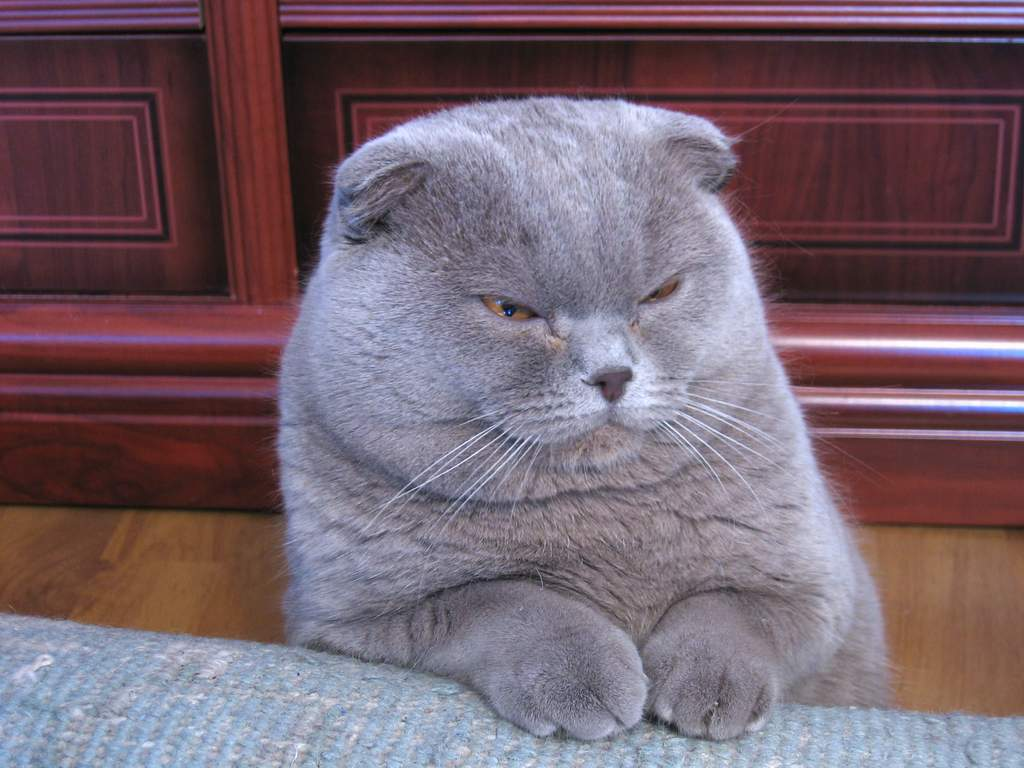
Skót lógófülű macska

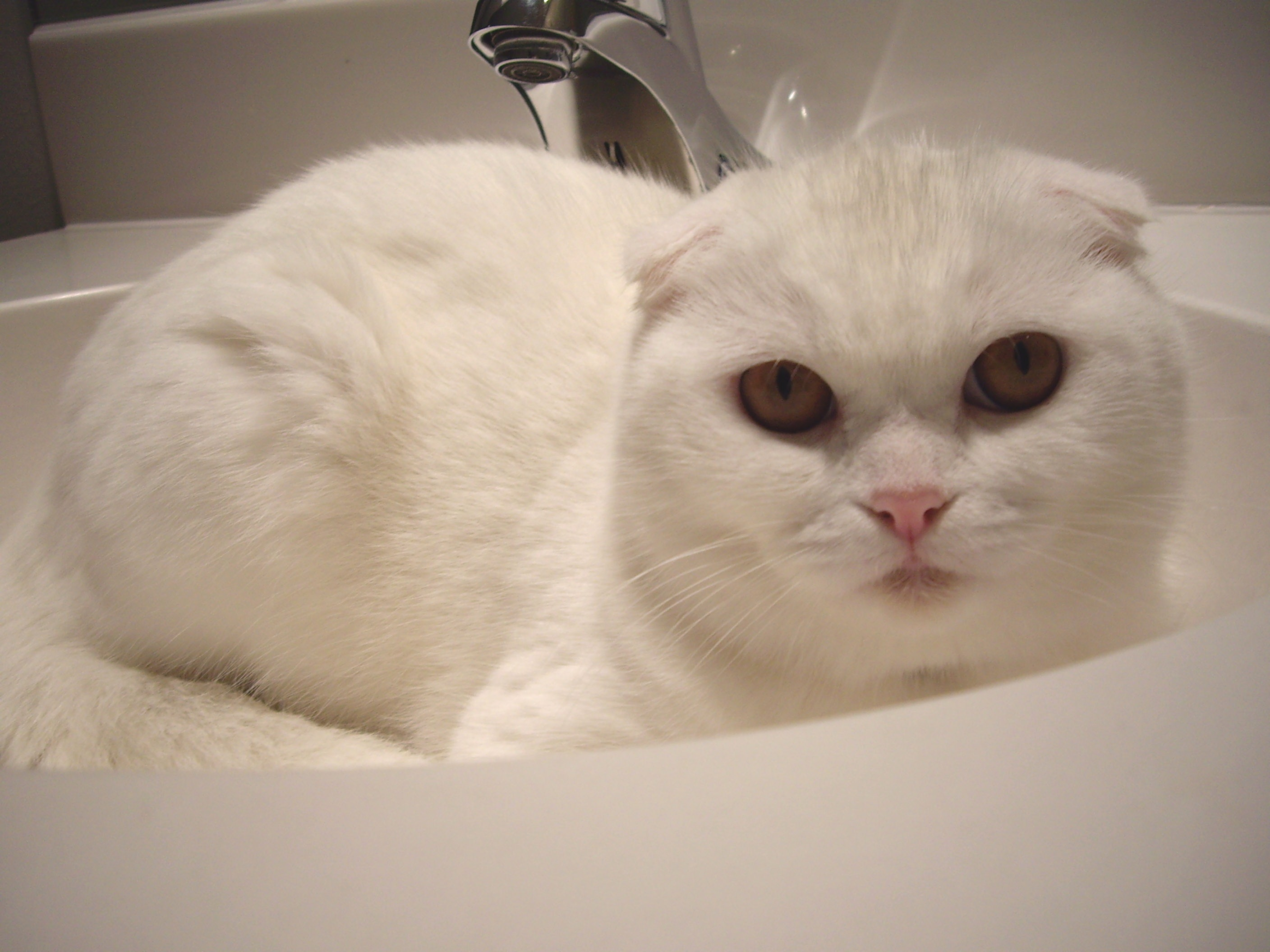
Fehér skót lógófülű macska

1961-ben egy perthshire-i farmon született egy kismacska, amelynek fülei a fejére lapultak. A farmer, William Ross úgy döntött, elkezdi tenyészteni a vonalat, és így született meg a skót lógófülű macska.
A fajtát az 1978-as amerikai kiállításon ismerték el győztesnek, és a tenyésztés fő központja ma is az Egyesült Államokban található. A skót lógófülűt normál fülű macskákkal kell pároztatni, mert különben valószínűleg ízületi vagy porcproblémák merülnek fel. Bár a tenyésztő állítja, hogy a lógó fül nem okoz kellemetlenséget a macskáknak, félő, hogy a fajta hajlamos a fülatkára vagy a süketségre. Ezek a cicák nyugodtak és szelídek.

## Fajtajellemzői
Változatok: nincsenek.
Színek: a 23 amerikai rövid szőrű szín közül bármilyen elismert.
Bunda hossza: lehet hosszú vagy rövid szőrű.
Bunda típusa: puha és sűrű.
Mintázata: számos mintázat elismert.
Mérete: közepes, tömött.
Jellegzetessége: gömbölyű fej, kerek szemek, fülek a fejre borulnak. A szemszínnek illenie kell a bunda színéhez. A testalkat erős és zömök. Rövid, erős lábak.
A skót lógófülű kismacskák normális, hegyes, álló füllel jönnek a világra. Füleik kéthetes koruk körül kezdenek lekonyulni.
Minden alomban, ahol az egyik szülő skót lógófülű, lesz néhány kiscica ilyen mutáns génnel.